# 骨碎补科
骨碎补科（学名：[Davalliaceae] 错误：{{Lang}}：文本有斜体标记（帮助））为水龙骨目的一个科。此科的模式属为骨碎补属(Davallia)。

## 下级分类
本科包括以下属：
- 骨碎补属 Davallia J.E.Sm.
- Rumhora Desv., 1827, orth. var. = 革叶蕨属 Rumohra Raddi, 1819